# 味の素食の文化センター
公益財団法人味の素食の文化センター（英: Ajinomoto Foundation for Dietary Culture）は、食文化の研究支援・普及活動を行う組織である。1979年に味の素が70周年記念事業として始めたものが前身である。1989年に財団法人として設立、2013年に公益財団法人へ移行した。学際的研究会「食の文化フォーラム」を主催し、研究成果は公開シンポジウムにおいて一般向けに発表されている。また、食文化雑誌『vesta』（ヴェスタ）の発行、映像記録の自主制作、図書・文献などの資料収集を行っている。財団事務局のある東京都港区高輪において、食文化に関する専門図書館「食の文化ライブラリー」と食文化に関する錦絵などを展示する「食文化展示室」を運営している。また、公益社団法人日本フードスペシャリスト協会の賛助会員でもある。

## 沿革
1979年に味の素株式会社は創立70周年を迎え、記念事業として「食の文化センター準備室」を開設した。それまでに食に関した研究として存在した農学・調理学・生理学・栄養学とは離れ、食生活、つまり食べることを学問として研究していくこととした。具体的な活動計画は「会合活動」「図書館活動」「博物館活動」とした。
1980年2月に第1回の食文化に関するシンポジウムが開催された。一般から180名、学界・官庁・報道機関から170名、総勢350名で食をテーマにした討論が行われた。シンポジウムは翌年3月と翌々年3月、あわせて3回にわたって開催された。1981年には味の素記念館（現在の高輪研修センター）に「食の文化センター図書館」を仮オープンした。構想から仮オープンまでの2年間で収集した資料は6000冊を数えた。また、1980年より映像記録の自主制作を開始し、社団法人農山漁村文化協会から一般に販売されている。1982年からは、学際的でより専門的な討議の場として「食の文化フォーラム」が開催された。
企業の枠に留まらず、より公益的な活動を目指すため、1989年に農林水産大臣の認可の下「財団法人 味の素食の文化センター」を設立。設立発起人は歌田勝弘、小崎道雄、豊川裕之であった。味の素の取締役社長であった歌田が理事長を務めた。11月には食文化誌『vesta』を創刊した。また、食文化研究に対する助成も開始されている。
2002年ごろの財産運用の失敗により、事業の存続が危ぶまれる事態にもなったが、2013年4月に公益財団法人へ移行した。

## 活動

### 食文化研究の支援
財団設立初年度の1989年に食文化研究に対する助成を始めており、初回は169件の応募があり、そのうち18件に助成金が提供された。食文化という未知の研究分野であったため、研究者の国籍、職業・経歴は問わず、広く公募された。1997年の第9回の募集では13件に対し総額700万円が提供され、1998年の第10回では13件に対し助成を行い、1件当たり30-70万円が提供されている。助成を行った研究の成果報告書は食の文化ライブラリーで閲覧することができる。財団は2004年に食文化事業の見直しを図り、初期の目的は達成したと判断し、研究助成は休止されている。16年間、計16回の応募総数は2057件で、倍率は毎年10倍以上であったという。

### 食の文化フォーラム
1980年2月に開催されたシンポジウムをきっかけに、より専門的な討議の場として開催されたのが「食の文化フォーラム」である。さまざまな分野から学者を招き、年3回開催されている。およそ60名の固定メンバーにゲストを加えた形で開催されていたが、マンネリ化の懸念から1998年から始まる第2期フォーラムでは、メンバーは2年ごとに更新されるようになっている。2001年からはフォーラムの研究成果を広く知らしめるため、公開シンポジウムを開催している。多分野の研究者が集まるため、専門外の人間にも理解できるよう、特定分野の専門用語を用いることは推奨されていない。初期からのメンバーである熊倉功夫は、「食の文化」という言葉が一般的になり研究対象としても認められるようになったことを、フォーラムの影響の一つと見ている。

#### 講座 食の文化
「講座 食の文化」は第1期フォーラムの研究成果を書籍としてまとめたもので、1998年10月に第1巻が刊行され、最終巻となる第7巻は1999年12月に刊行された。学際的な研究の集大成として評価され、また学問として軽視されがちな食文化について、少なくとも日本では初めて総合的にまとめた研究体系と評価されている。

### 食文化の普及
財団設立から10年ほどはイベントには協賛・後援といった形で関わり、主催することは少なかった。1998年に食の文化フォーラムが第2期となり、その成果を直接一般の人間に伝えるため公開シンポジウムが開催されるようになった。首都圏在住者だけでなく現地の人間と直接交流できるよう、2005年は福井県小浜市で、2006年は岐阜県高山市でシンポジウムを開催している。また2007年にはタイのバンコクで『「米と魚」—タイと日本の食文化比較—』というシンポジウムを開催している。また、食文化に関した公開講座も年に4、5回のペースで開催されている。
2000年には「食と人生」をテーマにしたコンクールを開催した。コンクールはエッセイ、記録、ホームページの3部門から成り、最優秀作品には20-30万円が授与された。コンクール作品は『食と人生—81の物語り』という書籍にまとめられて販売されている。
かつて、和食のユネスコ無形文化遺産登録を支援しており、登録後は企画展示も行っている。

## 食の文化ライブラリー
「食の文化ライブラリー」は「食」の専門図書館である。食に関する書籍ならばあらゆるジャンルの書籍が収集されており、また古書・貴重書から漫画に至るまで豊富な量を収集していることが大きな特徴である。豆腐百珍の原書など古書・貴重書が所蔵されていることからマスコミからの利用も多いという。また、日本初の主婦向け料理雑誌「料理の友」など国立国会図書館にも所蔵されていない図書も所蔵している。2015年3月には、大正天皇・昭和天皇の宮中料理を取り仕切り「天皇の料理番」として知られた、秋山徳蔵の遺族から、宮中料理の貴重な資料である料理メニューカードおよそ1200枚が寄贈された。
映像資料の視聴ブースも存在し、中には春日若宮おん祭の神饌に関したものや三輪素麺づくりの映像資料など自主制作されたものも存在する。
書籍は手に取りやすくするため開架式で配架されており、また館内閲覧のみならず貸し出しを行っているなど、企業が母体となって運営を行う図書館では他に見ない特徴を持つ。前身である「食の文化センター図書館」のころは日本十進分類法による分類を行っていたが、1991年の開館にあわせ、食文化視点から独自の分類を採用しており、蔵書は食材・料理・外食・健康などに分類されている。
女子栄養大学図書館、女子栄養大学短期大学部図書館、東京海洋大学図書館と提携しており、図書の相互貸借を行っている。また、2003年12月に味の素グループ大阪ビル2階に開館した「食のライブラリー」とも提携している。
利用者数は2009年2月末の時点で、1991年の開館から累計10万人を超えている。利用者の大半は大学・専門学生以上だが、食育が注目されるようになってから修学旅行などで中高生のグループが利用することもあるという。ただし、高輪研修センターという建物の中にあるため、一般利用者向けとは思えず、入りづらいといった意見も見られる。図書館側としては、「分かり易く、親しみやすい雰囲気」にするため2014年に入口のサインを改めている。
図書館の責任者は食の文化センター職員であるが、現場スタッフは、食に関心を持つアルバイトや派遣スタッフとなっており、レファレンスに関しては専属担当がおらず、スタッフがカウンター業務などの合間に応対している状況となっている。

### 沿革
1981年、味の素記念館（現在の高輪研修センター）に仮オープンした「食の文化センター図書館」が前身である。当時の蔵書数は6,000冊であり、主に味の素の社員が所持していたものであったという。しかし事務所と図書館が離れており利便性の点で問題があったことと、不十分な設備・スペースから本格的な運用はされなかった。1991年に味の素の新本社ビルが竣工し、財団事務所とともに移転、「食の文化ライブラリー」として開館した。この際に分類法を独自のものに改めた。2004年に味の素グループ高輪研修センターが竣工し再度移転した。分類を細分化し、オンラインでの蔵書検索や大学図書館との相互貸借などを開始した。

## 食文化誌『vesta』
食文化誌『vesta』（ヴェスタ）は1989年11月に、食文化研究の成果を発表する場として、また食文化問題を論じる場として創刊された。一般読者向けに分かりやすく楽しめるような誌面づくりを行い、季刊で発行されている。vestaという雑誌名は古代ローマのかまどの女神ウェスタから取られている。創刊からしばらくは「研究者による研究者のための雑誌」とでも言うべきものであったが、アンケートを元に1998年秋号からリニューアルをはかり、機関紙的な性格を一般向けに変更、販売も開始された。

## 食文化展示室
財団設立以前の準備室時代から構想はあったものの、展示室がオープンしたのは財団が高輪研修センターに移転した2004年になってからであった。併設されている味の素が運営を行う「食とくらしの小さな博物館」とともに食にまつわる展示を常設あるいは企画展示している。

## ウェブサイト
食の文化センターが運営するウェブサイトでは、財団や図書館の基礎情報以外にも、講座、シンポジウムなどのイベント情報、アーカイブスを見ることができる。また、図書館の蔵書検索を行うことも可能である。アーカイブスでは石毛直道が世界各地で撮影してきた写真が掲載されたコラムや、雑誌『vesta』で掲載中の「大食軒酩酊の食文化」が閲覧できる。また、食文化に関連した錦絵も閲覧できる。